# 托雷塔格莱宫
托雷塔格莱宫（Palacio de Torre Tagle）是秘鲁利马的一座殖民时期的历史建筑，目前是秘鲁外交部总部，位于利马古城的Jirón Ucayali，在武器广场东南两个街块。其建筑面积为1699 m²，建筑材料来自西班牙、巴拿马和其他中美洲国家。

## 历史

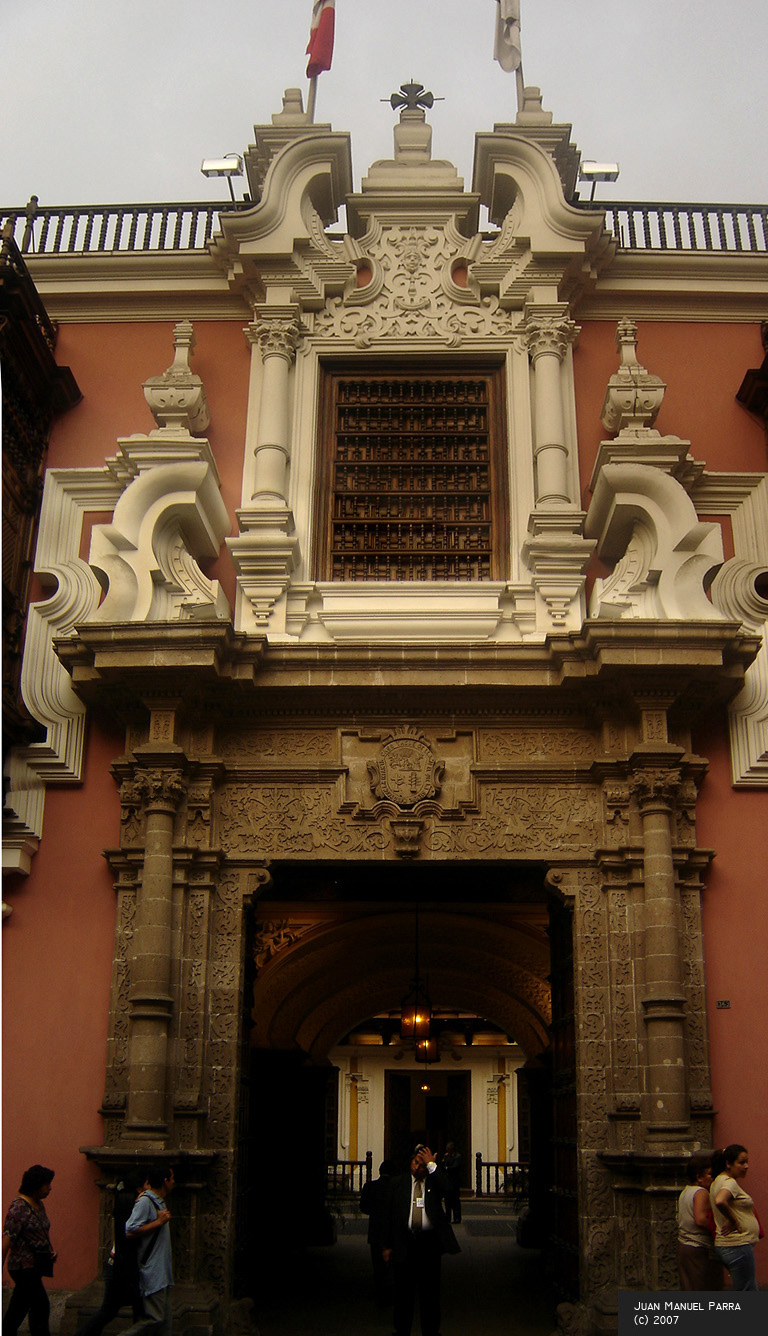

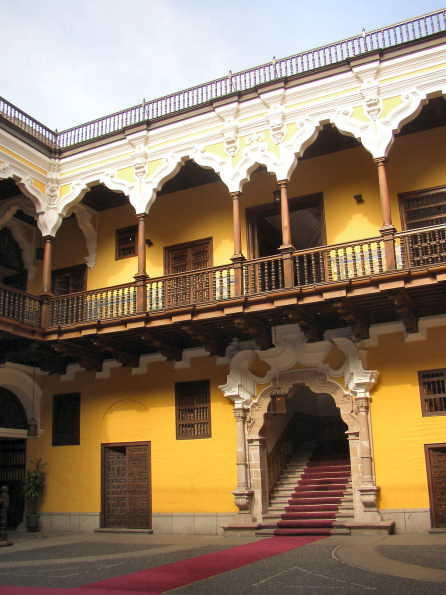

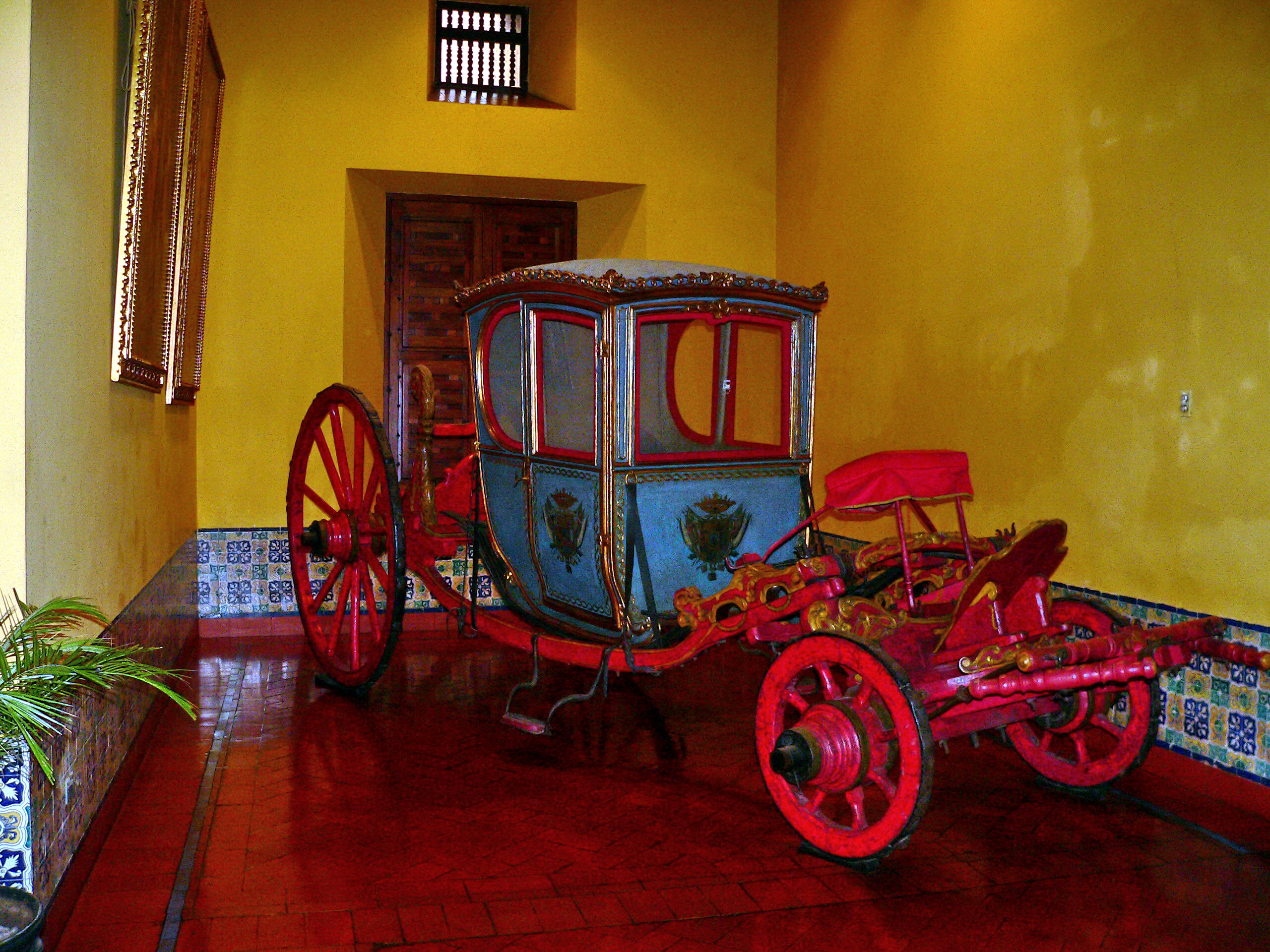
托雷·塔格尔侯爵的18世纪红蓝二色马车

该建筑建于18世纪初，完成于1735年，属于托雷塔格莱侯爵。由于后者对王室的服务，1730年11月26日, 西班牙国王费利佩五世封给他侯爵的头衔。
1918年6月27日，秘鲁国以32万的价格，从第四任托雷塔格莱侯爵后裔的手中收购了这座殖民地建筑，用作秘鲁外交部以及国家礼仪和礼宾局。1956年由西班牙建筑师安德烈斯·博伊尔（Andrés Boyer）修复。

## 建筑
其外立面为安达卢西亚巴洛克风格，拥有石雕门廊和拱门，以及两个穆德哈尔木雕阳台（雪松和桃花心木）。关于这座房子的建筑风格，建筑师赫克托·韦拉德·伯格曼（Héctor Velarde Bergmann）写道：
托雷塔格莱宫是利马的象征，其风格、优雅和丰富堪称无与伦比。
其外立面明显地不对称，拥有雕刻华丽的大门，底楼为石雕，二楼使用灰泥，采用迷人的利马巴洛克风格，上部有托雷塔格莱家族的纹章，写道：
"Tagle se llamó el que la sierpe mató y con la infanta casó."
意为：
“塔格莱是杀死蛇并与婴儿结婚的人”